# ゲーム依存症
ゲーム症/ゲーム障害（げーむしょう、げーむしょうがい、Gaming disorder / Video game addiction）とは、普段の生活が破綻するほどの、持続的かつ反復的なゲームへののめり込みを指す。 医学用語としてのゲーム症/障害に加えて、一般的にはゲーム依存症（ゲームいそんしょう、ゲームいぞんしょう）の語も広く使われる。
WHO（世界保健機関）のICD-11（国際疾病分類 第11版）における「ゲーム」とはデジタルゲームまたはビデオゲームを指し、インターネットを使用したオンラインによるものも、オフラインによるものも含まれる。
ネット上で不特定多数の者とプレイできるオンラインゲームに関しては、「インターネットゲーム障害」としてアメリカ精神医学会（APA）のDSM-5（2013年）ですでに記述されている。
ただしこの「インターネットゲーム障害」は今後の研究のための病態であり、公式の精神疾患として採用するためには証拠が不十分と判定されたもので、今後の研究が推奨される病態として基準が示されたものである。

## 名称
WHOによる分類ICD-11の訳語に関して、2018年の日本精神神経学会による草案ではGaming disorderに対応する用語を「ゲーム症<障害>」している。
医学用語としては「依存（Dependence）」ではなく「嗜癖（Addiction）」に相当する。一方でゲーム依存という語も広く使われており、一般向けの分かりやすい語として使用を否定されるものではない。
俗称の「ゲーム中毒（ゲームちゅうどく）」は不適切である。医学的には「中毒（Intoxication）」とは物質（アルコール、カフェイン、大麻、幻覚薬、オピオイドなど）摂取後に生じる可逆的な物質特異的症候群を指す。

## ICD（WHO）による分類
WHO（世界保健機関）では、2018年6月に公表され、2019年5月に採択された疾病分類ICD-11で、初めて「ゲーム症（障害）（Gaming disorder）」が登場した。分類としては「物質使用症（障害）群または嗜癖行動症（障害）群（Disorders due to substance use or addictive behaviours）- 嗜癖行動症（障害）群（Disorders due to addictive behaviours）」カテゴリおよび「衝動制御症群（Impulse control disorders）」中である。
ICD-11には「ゲーム症（障害） Gaming disorder」の下位分類として以下の3つが記述されている。
- 「ゲーム症（障害）、主にオンライン（Gaming disorder, predominantly online）」
- 「ゲーム症（障害）、主にオフライン（Gaming disorder, predominantly offline）」
- 「ゲーム症（障害）、特定不能（Gaming disorder, unspecified）」

### ICD-11の記述
除外診断に挙げられている危険なゲーム行動（Hazardous gaming）とは、オンラインまたはオフラインのいずれかのゲーム行動の様式を指し、個人または周囲の他人に有害な身体的または精神的健康影響のリスクを相当に増加させるもので、リスクの増加は、ゲームの頻度、これらの活動に費やされた時間の長さ、他の活動や優先順位の無視、ゲームやその文脈に関連する危険な行動、ゲームの悪影響、またはこれらの組み合わせである。ゲーム行動の様式は、個人や他の人への危害の増加の危険性に対する認識にもかかわらず、しばしば持続する。

### ICD-11「嗜癖行動症（障害）」
ICD-11には嗜癖行動症（障害）（Disorders due to addictive behaviours）カテゴリに以下の4つが分類されている。

- 「ギャンブル症（障害）（Gambling disorder）」
- 「ゲーム症（障害）（Gaming disorder）」
- 「嗜癖行動症（障害）、他の特定される（Other specified disorders due to addictive behaviours）」
- 「嗜癖行動症（障害）、特定不能（Disorders due to addictive behaviours, unspecified）」

## DSM-5（APA）による分類
アメリカ精神医学会（APA）が出版し、世界的に使用されている診断基準「DSM-5 精神疾患の診断・統計マニュアル 第5版（2013年）」では、第 III 部「新しい尺度とモデル」の第4章「今後の研究のための病態（Conditions for Further Study）」で「インターネットゲーム障害（Internet Gaming Disorder）」が取り上げられており、この障害は“ 明らかな公衆衛生上の重要性をもつ ” とされている。
以下に提案された基準案を示す。この基準案は、公式の精神疾患診断として採用するための証拠が不十分であると判定されたもので、臨床において用いるためのものではない点に注意が必要である。

## 経緯
2011年7月にネット依存治療研究部門（TIAR）を開設した独立行政法人国立病院機構久里浜医療センターの樋口進はゲーム障害等への研究費の拡大を提言しWHO（世界保健機関）のMental Health and Substance Abuse (MSD)部門に所属していたVladimir Poznyakに直談判し3回の会議を開催、国際連合安全保障理事会常任理事国のアメリカ合衆国の反対なども有ったが事務局長のテドロス・アダノムに世界の約 80 の学会から収載支持の手紙を送る等のロビー活動を経てICD-11の草稿にゲーム依存（gaming disorder）が収載。WHO（世界保健機関）が2018年に6月18日に公表 した ICD-11では「物質使用症（障害）群または嗜癖行動症（障害）群 - 嗜癖行動症（障害）群」および「衝動制御症群」カテゴリにおいて「ゲーム症（障害）」が採用された。
ゲーム障害が病気として認定されるまでは、診療・研究には困難があった。治療のガイドラインもなく、診察においては病名を「その他の習慣および衝動の障害」として保険適用をすることで対応していた。

## 疫学
平井大祐、葛西真記子らオンラインゲーム調査研究所による2005年の研究によれば、en:Type A and Type B personality theoryにおけるType A行動パターンは潜在的不登校・ひきこもりと負の相関が見られるが、依存が起こることで，正の相関となることが明らかとなった。
高雄醫學大學附設醫院の柯志鴻精神科医による2009年の神経科学研究によれば、オンラインゲーム中毒におけるゲーム衝動/渇望と物質依存の渇望が同じ神経メカニズムを共有している可能性があることを示唆。
東洋英和女学院大学国際社会学部の小寺敦之准教授が2014年に行った「インターネット依存」や「携帯電話依存」についての実証的研究を行った論文53編を抽出したメタ分析で、DSM-IVの転用によるYoung（1996, 1998）の尺度基盤、自由回答から作られた項目による尺度という独自性、サンプルや因果関係の仮定に偏りがあることなど問題点があり概念検討は不充分な状況と考えられる。
東北大学加齢医学研究所・認知機能発達（公文教育研究会）寄附研究部門の川島隆太教授による2016年、2018年の研究で発達期の小児の頻繁ななゲーム、インターネット習慣には一層の注意が必要であることが示唆されている。
DSM-5「インターネットゲーム障害（Internet Gaming Disorder）」の「有病率」の項目には、正確な有病率は不明としつつも、アジア諸国および12〜20歳の青年で最も高いと書かれている。
厚生労働科学研究費補助金を活用した研究事業によると2008年にネット依存傾向のある成人は推計270万人。2011年7月に久里浜医療センターがネット依存治療研究部門（TIAR）を開設、社会的な認知度の低さから反響は少なかったが4カ月後インターネット掲示板「2ちゃんねる」に外来の紹介とen:Kimberly Young(1998年) のインターネット依存度テスト が掲載されると診察希望者が急増。2012年に中高生で推計52万人2012年に中高生で推計52万人、、2013年に成人のネット依存が国内で推計421万人。2018年8月には2017年度に行った調査を基にネット依存が疑われる中高生は全国で推計93万人に上り5年間でほぼ倍増と発表。
三原聡子、樋口進ら独立行政法人国立病院機構久里浜医療センターによる2017年の研究 によれば、2016年5月時点でのインターネットゲーム障害の推計有病率は0.7〜27.5%である。
ゲーム依存症は不登校や引きこもり、家庭内暴力との相関も見られる、治療として合併の多い発達障害に配慮しつつデジタルデトックスを目的としたカウンセリング、運動、認知行動療法、グループミーティング、入院やキャンプなどのプログラムを開発。医療保険の適用やギャンブル等依存症対策基本法に基づきフィンランドで開発が進められているギャンブル依存症の治療に用いるオピオイド受容体拮抗薬(en:Nalmefeneなど)をゲーム障害に転用するための治験などを提言している。
大阪大学非常勤講師の井出草平は情報法制研究所が開催した第4回情報法制シンポジウムの中で、2020年6月24日テーマ5「"香川県ネット・ゲーム依存症対策条例”を考える」、報告1「香川県の規制条例とゲーム障害の実際」において、久里浜医療センターの運営について「ゲーム障害の入院や外来をおこなっているが、治療成績は記録していないようです」、エンターテイメント表現の自由の会が2020年8月15日に開催した｢ネット・ゲーム依存症対策オンライン勉強会｣の「ゲームをすると脳細胞が死滅するのか？」においてAviv M Weinsteinが2017年9月29日に発表した｢An Update Overview on Brain Imaging Studies of Internet Gaming Disorder｣で衝動と感情的行動の調節に関する領域の灰白質の密度が低かったが、因果関係を推測することはできないとした研究結果を提示したりと臨床研究に疑問を呈した。

## 政治

### 大韓民国
2011年に女性家族部などの主導により青少年保護法改正(シンデレラ法)によりシャットダウン制度が実施され、0:00～6:00までの深夜時間に満16歳未満の青少年は、オンラインゲームをすることができなくなった。
文化体育観光部の予算で韓国コンテンツ振興院が韓国行政学会に発注した初の行政主導の研究により2017年12月11に発表された｢청소년 게임이용시간 제한제도 개선방안 연구｣(青少年のゲーム利用時間制限制度の改善方案研究)によると、シャットダウン法による青少年の深夜のゲーム利用時間減少、睡眠時間確保、没入防止効果は無く、住民登録番号の盗用、青少年利用不可対象ゲームの利用などの副作用が発生。2011年以降、オンラインゲーム市場の景気外的要因に起因する萎縮規模は2012〜2015年の4年間で2兆7932億ウォンと推定した。

### 日本
日本では1970年代後半、インベーダーゲームの大流行に伴い「インベーダーハウス」に代表される、林立するゲームセンターに入り浸るようになった少年らによるゲーム代欲しさの恐喝(カツアゲ)や、ゲームをするためのゲーム機そのものの盗難などが各地で起こり社会問題になった。多くの学校で「ゲームセンターは不良の温床であるとして入場禁止の通達を出す措置が講じられ、1984年の風適法改正時には、ゲームセンターが新たに規制の対象となった 。
2014年度から文部科学省の委託を受け青少年教育施設を活用したネット依存対策推進事業を活用した活動を地方公共団体や国立青少年教育振興機構などが実施している。WHO（世界保健機関）による新病名発表を受けて厚生労働省や香川県もゲーム依存対策の予算を発表、香川県は議員立法で2020年1月10日香川県ネット・ゲーム依存症対策条例案を作成、3月18日に県議会で可決・成立され、4月1日より施行された。厚生労働省は2020年2月6日にゲーム依存症対策関係者連絡会議を設置。国立病院機構久里浜医療センターは厚生労働省補助事業としてゲーム依存症に関する初の調査研究事業を調査実施機関一般社団法人新情報センターに依頼し2019年の1月から3月にかけて行った。久里浜医療センターのネット依存治療研究部門に所属する精神保健福祉士前園真毅は北九州市立大学で開催されたジャパンマックの北九州マック主催の講演会でゲーム依存について講演
。大阪市長の松井一郎は産経新聞の質問に対して条例するのであれば根拠となる事実確認、事態検証が必要と回答。秋田県大館市教育委員会は2020年2月にネット・ゲーム依存症対策条例案の素案をまとめ6月定例会に提案する予定。静岡県教育委員会は2019年度に行った中学生、高校生のインターネット依存のスクリーニングテストに引き続き、2020年6月頃小学生の状況を調べるため約1000人を対象にしたスクリーニングテストを実施。ゲーム障害・ネット依存回復支援プログラムも実施する。厚生労働省の独立行政法人評価に関する有識者会議は2020年9月16日に開かれた第37回労働WGで、依存症対策についての全国拠点となっている久里浜医療センターを取り上げ国のゲーム障害治療政策に大きく関与しているなどと評価した
。
高橋名人は2020年1月22日に自らの有名な標語である「ゲームは1日1時間」について、1985年当時とは時代背景が異なっており1時間という数字に根拠はない事から条例による規制で縛るまでの事では無いと表明。
コンピュータエンターテインメント協会、日本オンラインゲーム協会、モバイル・コンテンツ・フォーラム、日本eスポーツ連合はWHOの採用を受け「4団体合同検討会」を設置。ガイダンスを示すと共に、お茶の水女子大学の坂元章を委員長とする外部有識者による研究会尺度調査、全国調査を行い2020年度中には結果が出る予定。
新型コロナウイルスによる一斉休校が実施されインターネット上で各種のコンテンツ無料公開などの動きに対して。久里浜医療センターの中山秀紀精神科医長は依存のリスクが高まっているとして香川県の条例を規制という外堀を作ることでゲームやスマートフォン依存症という本丸に到達するのを防げると評価、参議院議員の音喜多駿などはeラーニングによる遠隔授業活用の動きにも水が刺されると提言。
参議院議員の音喜多駿が提出した質問主意書の｢ネット・ゲーム依存症対策に関する質問主意書｣に対する第4次安倍内閣 (第2次改造)の答弁書には、地方公共団体の区域外についても個別具体的に判断されるものであり対象になる事があり得る、ゲーム時間の制限に係る有効性及び科学的根拠は承知していないとの回答があった。文部科学省が作成中のパンフレット｢行動嗜癖を知っていますか? ギャンブル等やゲームにのめり込まないために｣でギャンブル/ゲーム障害が併記されている事を参議院議員の藤末健三がマンガ・アニメ・ゲームに関する議員連盟で指摘、参議院議員の山田太郎が文部科学省と厚生労働省を同席したレクチャーでICDは疾病及び関連保健問題の国際統計分類方であって社会保障審議会の統計分科会疾病、傷害及び死因分類専門委員会において和訳及び社会保障審議会において病気認定がなされていない事を確認しあい掲載を取り下げた。

## オンラインゲーム依存症
コンピュータネットワーク（インターネット）へと依存し、会社・学校などに行けなくなったインターネット依存症、ことにテレビゲームの中でもネットゲームに熱中するあまり、これらゲームに過剰な依存状態を示す人間が存在する。
このようなオンラインゲーム依存者を俗に「ネトゲ廃人（ネトゲはいじん）」と呼ぶ場合がある。
月額課金の作品では、数千時間もの膨大な所要時間で何年も課金が必要となる設定となっている場合がある。この膨大な所要時間により、通常の（オフラインの）ゲームでは生じないオンラインゲーム依存症とも呼べる問題が各国で発生している。
中国、タイ、ベトナムではプレイ時間が規制されており、韓国でも規制の動きがある。韓国や中国では、10代や20代の人間が寝食を忘れてゲームに熱中し過労死してしまうという事態も発生している。これに関しては中国国内でも社会問題化しており、2006年7月には国家主導によるオンラインゲーム依存症防止プログラムが導入されることが報じられている。
日本でも2020年1月に香川県議会が18歳未満の子供のスマートフォンやゲーム機の使用を平日は1日60分、休日は90分以内とし、事業者に対し性的描写や暴力描写を自主規制することを求める「ネット・ゲーム依存症対策条例」の制定を検討していることが発表された。2019年6月27日に結成された香川県議会ネット・ゲーム依存症対策議員連盟の会長で、2019年9月19日に開催された香川県議会ネット・ゲーム依存症対策に関する条例検討委員会の議長に就任した自由民主党香川県政会の大山一郎が、森昭雄のゲーム脳理論に基づき条例の制定を推進し、eスポーツに慎重な政策を求める国や他の地方自治体への提言を行い、2020年1月23日より2月6日までの日程でパブリックコメントを募集(県民2613人、賛成2268人、反対333人。事業者73、賛成1、反対68)した後、3月18日に県議会で賛成多数により可決・成立され、4月1日より施行された。
四国新聞創刊130周年記念事業「キャンペーン 健康は子ども時代から～血液異常・ゲーム依存症対策への取り組み～」で2019年度の日本新聞協会賞（経営・業務部門）を受賞した四国新聞や産経新聞、北海道新聞などのマスメディアが条例に肯定的であり、ゲーム症障害に対する対策を推進すべきだとして国立病院機構久里浜医療センターの樋口進、教育評論家の尾木直樹、精神科医の和田秀樹、精神科医の岡田尊司などが賛成。大阪大学非常勤講師の井出草平、実業家の小幡和輝、国際カジノ研究所所長木曽崇、エンターテイメント表現の自由の会、オタク議員集団、国際ゲーム開発者協会、佐藤倫子弁護士などは科学的根拠の薄さから疑問を呈しており
。保護者の意見は割れている。高松市に住む17歳の高校2年生が2020年1月31日、条例の素案に反対する595筆の署名を県議会に提出するなどの活動や、香川県庁健康福祉部の職員による問題提起も行われた。
パブリックコメントの募集期間が1ヶ月でなく約2週間と短かく大量に届いたパブリックコメントが成立目前になっても公開されなかったため香川県議会自由民主党議員会(8名)と日本共産党香川県議会議員団(2名)が 「パブリックコメントの結果の公開を求める申入れ」を行った。
香川県弁護士会は2020年5月25日に「香川県ネット・ゲーム依存症対策条例」に対する会長声明を発表。の立法事実を欠くものであることに加え、インターネット及びコンピュータゲームの有用性を十分に考慮したものとはいえないとし。条例の廃止、特に子どもの権利及びそれに対応する保護者の権利を侵害するおそれのある条例18条2項については即時削除を求めた。
一部の事業者では、18歳未満の青少年によるサービスの利用を禁止または制限する自主規制を導入しており、例えば「DMMオンラインゲーム」では入会時の年齢確認を実施し、18歳未満者のサービス利用を完全に拒否している。

## 支援
ゲームへの没頭は心の痛みへの自己治療であり、辛い物事に意識が向き心理的苦痛を感じることを避けるためのものでもある。そのため、原因である心の痛みや辛い物事へのアプローチが必要となる。本人がなぜどのように行き詰まり、ゲームに没頭するようになったのか、まずはその物語を支援者が共有し、理解することが重要である。クライエントを、心に苦しみを持ちゲームによって自己治療を行っている人と見立て、彼らの心中を理解し支援しようとする姿勢が大切である。
そのような見立てを前提にすると、支援目標とゴールはおのずと、ゲーム使用以外の部分に定まってくる。具体的には、自分の心が安らげるようになること、居場所を作ること、家族や周囲の人々と調和的な関係を持てるようになることなどである。その結果、彼らの現実に対する意欲が向上し、ゲームという自己治療を使わなくても良くなると考えられる。
また、ゲーム以外でやりたいことや好きなことが見つかり、それらで楽しさを感じることができ、人とのつながりをもつことができれば、徐々にゲームから離れることができる。そのため、やりたいことや好きなことを見つけるための支援も有効となる。

## 関連文献
- 芦崎治  『ネトゲ廃人』 リーダーズノート株式会社 2009年5月1日初版 ISBN 4903722163
- 西村本気 『僕の見たネトゲ廃神』 リーダーズノート株式会社 2010年1月29日初版 ISBN 4903722171
- 樋口進『ネット依存症』PHP研究所 2013年11月16日初版 ISBN 4569814980
- 樋口進『ネット依存症のことがよくわかる本』 2013年6月11日初版 ISBN 4062597756
- 樋口進『スマホゲーム依存症』 2018年1月5日初版 ISBN 4862573126
- 総務省情報通信政策研究所「青少年のインターネット利用と依存傾向に関する調査 調査結果報告書」（PDF）2010年、2014年5月29日閲覧。
- 大野志郎、小室広佐子、橋元良明、小笠原盛浩、堀川祐介「ネット依存の若者たち、２１人インタビュー調査」『東京大学大学院情報学環情報学研究. 調査研究編』第27巻、東京大学大学院情報学環、2011年、101-139頁。
- 河島茂生「ネットゲーム依存に関するオートポイエーシス論的考察」『聖学院大学論叢』第25巻第2号、聖学院大学、2013年、1-15頁。